# Rivière Blanche (rivière Etchemin)
Pour les articles homonymes, voir Rivière Blanche.
Ne doit pas être confondu avec la Rivière Blanche (rivière Noire) qui coule également dans la municipalité de Saint-Magloire.
La rivière Blanche coule dans la région administrative de Chaudière-Appalaches, dans la province de Québec, au Canada, dans les municipalités régionale de comté de :
- MRC de Bellechasse : municipalité de Saint-Philémon ;
- MRC de Les Etchemins : municipalités de Saint-Magloire et Saint-Luc-de-Bellechasse.

La rivière Blanche est un affluent de la rive nord de la rivière Etchemin laquelle coule vers le nord pour se déverser sur la rive sud du fleuve Saint-Laurent, en face de la ville de Québec.

## Géographie
Les principaux bassins versants voisins de la rivière Blanche sont :
- côté nord : ruisseau Beaudoin, ruisseau du Milieu, rivière du Pin, rivière Gabriel ;
- côté est : rivière Etchemin ;
- côté sud : rivière Etchemin ;
- côté ouest : ruisseau du Dix, rivière à Bœuf[2].

La rivière Blanche tire sa source dans le massif du Sud, dans les Monts Notre-Dame, dans la municipalité de Saint-Luc-de-Bellechasse. Cette source est située à 10,4 km au sud du centre du village de Saint-Philémon et à 3,1 km au sud-est du sommet du mont du Midi.
À partir de sa source, la rivière Blanche coule en zone forestière sur 10,5 km répartis selon les segments suivants :
- 1,4 km vers le sud dans Saint-Philémon, jusqu'à la limite municipale de Saint-Magloire ;
- 0,6 km vers le sud, dans Saint-Magloire ;
- 3,2 km vers le sud, jusqu'à la route du 12e-Rang ;
- 3,8 km vers le sud-est, jusqu'au 10e Rang ;
- 1,5 km vers le sud-est, puis vers le sud-ouest, jusqu'à sa confluence[2].

La rivière Blanche se jette sur la rive nord de la rivière Etchemin qui constitue à cet endroit la limite municipale entre Saint-Luc-de-Bellechasse et Sainte-Sabine. La confluence de la rivière Blanche est située en amont de la confluence de la rivière Bourget et à 4,8 km à l'est du centre du village de Saint-Luc-de-Bellechasse.

## Toponymie
Le toponyme Rivière Blanche a été officialisé le 18 juillet 1973 à la Commission de toponymie du Québec. Avant 1973, son nom officiel était Rivière Etchemin Nord-Est bien que son appellation actuelle était visible sur certaines cartes bien avant son officialisation.